# Ursula Vernon
Ursula Vernon (ur. 28 maja 1977 w Japonii) – amerykańska pisarka i graficzka, pisząca także pod pseudonimem T. Kingfisher, zdobywczyni nagród Hugo, Nebula, Locusa i Mythopoetic. Vernon tworzy literaturę dziecięcą, fantasy i horrory, jest również autorką komiksu oraz prowadzi podcasty.

## Życiorys
Ursula Vernon urodziła się w 1977 r. w Japonii w rodzinie wojskowej. Mieszkała w Europie, Azji i na Bliskim Wschodzie, a następnie w różnych stanach USA, przeprowadzając się 18 razy w ciągu 20 lat.  W 1998 r. skończyła studia antropologiczne w Macalester College.
Od 2003 r. wraz z mężem mieszka w Pittsboro w Karolinie Północnej. W czerwcu 2023 poinformowała w mediach społecznościowych, że choruje na raka piersi.

## Twórczość
Początkowo Vernon pracowała jako ilustratorka-freelancerka.   
W latach 2003–2010 publikowała komiks internetowy Digger, opowiadający o przygodach wombata. Został on później wydany w postaci sześciotomowej powieści graficznej i przyniósł autorce nagrody Hugo (2012) i Mythopoetic (2013), nominację do nagrody Eisnera (2006) w kategorii „Talent zasługujący na szersze uznanie”, jak również nagrody w ramach Web Cartoonists' Choice Awards (2005 i 2006) oraz kilka nominacji do Ursa Major Award.  
W 2008 r. ukazała się jej pierwsza powieść dla dzieci – Nurk. Oprócz tego Vernon stworzyła także dwa cykle dla młodszych czytelników – Dragonbreath oraz Królewna Chomik (Hamster Princess). Wszystkie one były hybrydami komiksów i książek.
Twórczość dla dorosłych stanowią powieści fantasy i horrory, wydawane pod pseudonimem T. Kingfisher (z wyjątkiem It Made Sense at the Time oraz Black Dogs). Pseudonim autorki nawiązuje do sytuacji, w jakiej znalazła się jej imienniczka, Ursula K. Le Guin, która na prośbę o nieujawnianie swojej płci przy publikacji opowiadania w „Playboyu”, podpisała je jako „U.K. Le Guin”. Pisarka żartowała później pytając, czy „U.K.” miałoby być interpretowane jako „Ulysses Kingfisher”.
Jej opowieści wykorzystują niejednokrotnie motywy z baśni bądź też są ich retellingiem – cała seria dla dzieci Królewna Chomik to wariacje na temat znanych baśni, zaś Cierń (Thornhedge) przestawia ujęty z zupełnie innej perspektywy temat Śpiącej Królewny. The Seventh Bride to wersja opowieści o Sinobrodym, The Raven and the Reindeer – o Królowej Śniegu, Bryony and Roses – o Pięknej i Bestii. Horror Co porusza martwych opowiada natomiast historię zaczerpniętą z Zagłady Domu Usherów Edgara Allana Poego. Zagłada puka do drzwi nawiązuje do motywów z baśni Gęsiareczka ze zbioru braci Grimm.
Oprócz ilustrowania i pisania Vernon wraz z mężem, Kevinem Sonneyem, prowadzi podcasty.  
W 2013 r. założyła własne wydawnictwo, Red Wombat Tea Company, w którym wydała większość swoich książek adresowanych do dorosłych.

### Literatura dziecięca

#### SeriaDragonbreath
- Dragonbreath. (2009)
- Dragonbreath: Attack of the Ninja Frogs. (2010)
- Dragonbreath: Curse of the Were-Weiner. (2010)
- Dragonbreath: Lair of the Bat Monster. (2011)
- Dragonbreath: No Such Thing as Ghosts. (2011)
- Dragonbreath: Revenge of the Horned Bunnies. (2012)
- Dragonbreath: When Fairies Go Bad. (2012)
- Dragonbreath: Nightmare of the Iguana. (2013)
- Dragonbreath: The Case of the Toxic Mutants. (2013)
- Dragonbreath: Knight-napped!. (2015)
- Dragonbreath: The Frozen Menace. (2016)

#### SeriaKrólewna Chomik(Hamster Princess)
- Królewna chomik. Harriet Niepokonana (Hamster Princess: Harriet the Invincible). (2015, wyd. pol. Mamania, 2018)
- Królewna Chomik. Myszy i magia (Hamster Princess: Of Mice and Magic). (2016, wyd. polskie Mamania, 2020[17])
- Hamster Princess: Ratpunzel. (2016)
- Hamster Princess: Giant Trouble. (2017)
- Hamster Princess: Whiskerella. (2018)
- Hamster Princess: Little Red Rodent Hood. (2018)

#### Inne
- Nurk: The Strange Surprising Adventures Of A (Somewhat) Brave Shrew. (2008)
- Zamek Zadzior (Castle Hangnail). (2015, wyd. pol. Mamania, 2019[18])

### Literatura dla dorosłych

#### Pod nazwiskiem Ursula Vernon
- It Made Sense at the Time: Selected Sketches. (2004)
- Black Dogs Part 1: The House of Diamond. (2007)
- Black Dogs Part 2: The Mountain of Iron. (2011)

#### Pod pseudonimem T. Kingfisher
- Nine Goblins. (2013)
- The Seventh Bride. (2014)
- Bryony & Roses. (2015)
- The Raven & The Reindeer. (2016)
- Summer in Orcus. (2016)
- The Halcyon Fairy Book. (2017)
- Minor Mage. (2019)
- The Twisted Ones(inne języki). (2019)
- Wypieki defensywne. Przewodnik dla czarodziejów i czarodziejek. (2020)
- The Hollow Places. (2020)
- Pokrzywa i kość (Nettle & Bone). (2022, wyd. pol. SQN, 2023)
- Co porusza martwych (What Moves The Dead). (2022, wyd. pol. SQN, 2024)
- Illuminations. (2022)
- A House with Good Bones(inne języki). (2023)
- Cierń (Thornhedge) (2023, wyd. pol. SQN, 2024)
- What Feasts at Night(inne języki) (2024)
- Zagłada puka do drzwi(inne języki) (A Sorceress Comes to Call) (2024, wyd. pol. SQN, 2025)

### Twórczość graficzna
- komiks internetowy Digger(inne języki)
- komiks internetowy Irrational Fears[19]

### Podcasty
(wraz z mężem, Kevinem Sonneyem)
- Kevin and Ursula Eat Cheap[20]
- Hidden Almanac (2013–2019)[21]
- Productivity Alchemy[22]

## Nagrody i wyróżnienia
Książki Vernon zdobyły wiele nagród, m.in. 5 nagród Hugo (w tym za najlepszą powieść w 2023 r. – Pokrzywa i kość), 4 nagrody Locusa, 3 Mythopoeic oraz 2 nagrody Nebula.
| rok  | nagroda                       | kategoria                                   | Tytuł | rodzaj wyróżnienia | źródło              |
| ---- | ----------------------------- | ------------------------------------------- | --- | ------------------ | ------------------- |
| 2003 | Ursa Major Award              | Best Anthropomorphic Published Illustration | Okładka do książki Best in Show: Fifteen Years of Outstanding Furry Fiction (Fred Patten, Sofawolf Press, 2003) | wygrana            | [ 23 ]              |
| 2005 | Web Cartoonists' Choice Award | Outstanding Black and White Art             | Digger | wygrana            | [ 7 ]               |
| 2005 | Web Cartoonists' Choice Award | Outstanding Anthropomorphic Comic           | Digger | finał              | [ 7 ]               |
| 2005 | Web Cartoonists' Choice Award | Outstanding Fantasy Comic                   | Digger | finał              | [ 7 ]               |
| 2005 | Ursa Major Award              | Best Anthropomorphic Other Literary Work    | Digger, tom I                                                                                                   | nominacja          | [ 24 ]              |
| 2006 | Ursa Major Award              | Best Anthropomorphic Other Literary Work    | Digger, tom I                                                                                                   | nominacja          | [ 25 ]              |
| 2006 | Web Cartoonists' Choice Award | Outstanding Black and White Art             | Digger | wygrana            | [ 26 ]              |
| 2007 | Ursa Major Award              | Best Anthropomorphic Novel                  | Black Dogs: The House of Diamond                                                                                | nominacja          | [ 27 ]              |
| 2008 | Web Cartoonists' Choice Award | Outstanding Black and White Art             | Digger | finał              | [ 28 ]              |
| 2011 | Ursa Major Award              | Best Anthropomorphic Novel                  | Black dogs, Part 2: The Mountain of Iron                                                                        | nominacja          | [ 29 ]              |
| 2012 | Hugo                          | powieść graficzna                           | Digger | wygrana            | [ 30 ] [ 4 ]        |
| 2013 | Mythopoeic                    | literatura dla dorosłych                    | Digger | wygrana            | [ 30 ] [ 5 ] [ 31 ] |
| 2013 | Ursa Major Award              | Best Anthropomorphic Other Literary Work    | Digger: The Complete Omnibus Edition                                                                            | nominacja          | [ 32 ]              |
| 2015 | Nebula                        | miniatura literacka                         | Jackalope Wives                                                                                                 | wygrana            | [ 30 ] [ 33 ]       |
| 2015 | Ursa Major Award              | Best Anthropomorphic Short Fiction          | Pocosin | nominacja          | [ 34 ]              |
| 2015 | World Fantasy Awards          | short fiction                               | Jackalope Wives                                                                                                 | nominacja          | [ 30 ]              |
| 2015 | WSFA Small Press Award        | -                                           | Jackalope Wives                                                                                                 | wygrana            | [ 30 ]              |
| 2016 | Eugie Award                   | -                                           | Pocosin | nominacja          | [ 30 ]              |
| 2016 | Mythopoeic                    | literatura dziecięca                        | Zamek Zadzior                                                                                                   | wygrana            | [ 30 ] [ 31 ]       |
| 2017 | Hugo                          | nowela (novelette)                          | The Tomato Thief                                                                                                | wygrana            | [ 30 ] [ 35 ]       |
| 2017 | WSFA Small Press Award        | -                                           | The Tomato Thief                                                                                                | wygrana            | [ 30 ]              |
| 2018 | Lodestar Award                | -                                           | Summer in Orcus                                                                                                 | finał              | [ 36 ]              |
| 2018 | Hugo                          | miniatura literacka                         | Sun, Moon, Dust                                                                                                 | nominacja          | [ 30 ] [ 37 ]       |
| 2019 | Hugo                          | miniatura literacka                         | The Rose MacGregor Drinking and Admiration Society                                                              | nominacja          | [ 36 ]              |
| 2019 | Locus                         | powieść fantasy                             | The Wonder Engine                                                                                               | nominacja          | [ 38 ] [ 36 ]       |
| 2020 | British Fantasy Award         | powieść – horror (August Derleth Award)     | The Twisted Ones                                                                                                | nominacja          | [ 36 ]              |
| 2020 | Dragon Awards                 | powieść – horror                            | The Twisted Ones                                                                                                | wygrana            | [ 36 ]              |
| 2020 | Lodestar Award                | -                                           | Minor Mage | finał              | [ 36 ]              |
| 2020 | Nebula                        | Andre Norton Award                          | Wypieki defensywne. Przewodnik dla czarodziejów i czarodziejek                                                  | wygrana            | [ 39 ] [ 36 ]       |
| 2020 | Locus                         | powieść – horror                            | The Twisted Ones                                                                                                | nominacja          | [ 40 ] [ 36 ]       |
| 2020 | Locus                         | miniatura literacka                         | Fisher-Bird | nominacja          | [ 40 ] [ 36 ]       |
| 2021 | British Fantasy Award         | powieść – horror (August Derleth Award)     | The Hollow Places                                                                                               | nominacja          | [ 36 ]              |
| 2021 | Dragon Awards                 | powieść YA                                  | Wypieki defensywne. Przewodnik dla czarodziejów i czarodziejek                                                  | wygrana            | [ 36 ]              |
| 2021 | Dragon Awards                 | powieść – horror                            | The Hollow Places                                                                                               | wygrana            | [ 36 ]              |
| 2021 | Hugo                          | miniatura literacka (short story)           | Metal Like Blood in the Dark                                                                                    | wygrana            | [ 36 ]              |
| 2021 | Lodestar Award                | -                                           | Wypieki defensywne. Przewodnik dla czarodziejów i czarodziejek                                                  | wygrana            | [ 36 ]              |
| 2021 | Locus                         | powieść – horror                            | The Hollow Places                                                                                               | nominacja          | [ 41 ] [ 36 ]       |
| 2021 | Locus                         | powieść young adult                         | Wypieki defensywne. Przewodnik dla czarodziejów i czarodziejek                                                  | wygrana            | [ 41 ] [ 36 ]       |
| 2021 | Mythopoeic                    | literatura dziecięca                        | Wypieki defensywne. Przewodnik dla czarodziejów i czarodziejek                                                  | wygrana            | [ 31 ] [ 36 ]       |
| 2021 | WSFA Small Press Award        | -                                           | Metal Like Blood in the Dark                                                                                    | wygrana            | [ 36 ]              |
| 2022 | Dragon Awards                 | powieść fantasy                             | Pokrzywa i kość                                                                                                 | nominacja          | [ 36 ]              |
| 2022 | Hugo                          | cykl                                        | The World of the White Rat                                                                                      | nominacja          | [ 36 ]              |
| 2022 | Locus                         | powieść fantasy                             | Paladin’s Strength                                                                                              | nominacja          | [ 42 ] [ 36 ]       |
| 2022 | Nebula                        | powieść                                     | Pokrzywa i kość                                                                                                 | nominacja          | [ 36 ] [ 43 ]       |
| 2023 | Dragon Awards                 | powieść – horror                            | A House With Good Bones                                                                                         | wygrana            | [ 36 ]              |
| 2023 | Hugo                          | powieść                                     | Pokrzywa i kość                                                                                                 | wygrana            | [ 44 ] [ 36 ]       |
| 2023 | Hugo                          | opowiadanie (novella)                       | Co porusza martwych                                                                                             | nominacja          | [ 44 ] [ 36 ]       |
| 2023 | Nagroda BSFA                  | książka dla młodych czytelników             | Illuminations                                                                                                   | nominacja          | [ 36 ]              |
| 2023 | Locus                         | powieść fantasy                             | Pokrzywa i kość                                                                                                 | nominacja          | [ 45 ] [ 36 ]       |
| 2023 | Locus                         | powieść – horror                            | Co porusza martwych                                                                                             | wygrana            | [ 45 ] [ 36 ]       |
| 2024 | Hugo                          | opowiadanie                                 | Cierń | wygrana            | [ 46 ]              |
| 2024 | Locus                         | powieść fantasy                             | Paladin’s Faith                                                                                                 | nominacja          | [ 47 ]              |
| 2024 | Locus                         | powieść z gatunku horror                    | A House with Good Bones                                                                                         | wygrana            | [ 47 ]              |
| 2024 | Locus                         | opowiadanie                                 | Cierń | wygrana            | [ 47 ]              |
| 2025 | Hugo                          | opowiadanie                                 | What Feasts at Night                                                                                            | nominacja          | [ 48 ]              |
| 2025 | Hugo                          | powieść                                     | Zagłada puka do drzwi                                                                                           | nominacja          | [ 48 ]              |